# Арсенал (Масеру)
Футбольний клуб «Арсенал» або просто «Арсенал» (англ. Arsenal Football Club) — футбольний клуб з міста Масеру.

## Історія
Футбольний клуб «Арсенал» було засновано в 1983 році в столиці Лесото, Масеру. Названий на честь свого більш іменитого тезки — лондонського Арсеналу (і це не дивно, бо до 1869 року Лесото було під британським протекторатом). Арсенал перемагав у національному чемпіонаті в 1989, 1991 і 1993 роках, а також у національному кубку в 1989, 1991 і 1998 роках. На міжнародному рівні команда брала участь у 7 континентальних турнірах, де ніколи не проходила до другого раунду. Згодом клуб вилетів з вищого дивізіону національного чемпіонату, а починаючи з сезону 2006-07 років виступає у третьому дивізіоні національного чемпіонату, де виступає і до сьогодні.

## Стадіон
Домашні матчі ФК «Арсенал» (Масеру) проводить на стадіоні «Сецото», який вміщує 20000 глядачів.

## Досягнення
- Прем'єр-ліга
  -  Чемпіон (3): 1989, 1991, 1993
  -  Срібний призер (2): 1988, 1992
  -  Бронзовий призер (1): 1999

- Кубок Лесото
  -  Володар (3): 1989, 1991, 1998
  -  Фіналіст (1): 1992

## Статистика виступів на континентальних турнірах
| Сезон | Турнір                       | Раунд      | Клуб                     | Вдома | На виїзді | Загальний  |
| ----- | ---------------------------- | ---------- | ------------------------ | ----- | --------- | ---------- |
| 1990  | Кубок африканських чемпіонів | Попередній | Денвер Сандаунз          | 2-0   | 1-0       | 3-0        |
| 1990  | Кубок африканських чемпіонів | 1          | Ферроваріу ді Мапуту     | 2-0   | 0-1       | 2-1        |
| 1990  | Кубок африканських чемпіонів | 2          | Червоні дияволи          | 1-5   | 0-3       | 1-8        |
| 1991  | Кубок володарів кубків КАФ   | 1          | Інтер Стар               | 2-0   | т.п.1     | 2-3        |
| 1992  | Кубок африканських чемпіонів | Попередній | Ілевен Арроуз            | 1-0   | 3-0       | 4-0        |
| 1992  | Кубок африканських чемпіонів | 1          | ФК «Міська рада Кампали» | 2-1   | 0-1       | 2-2 (в.г.) |
| 1993  | Кубок володарів кубків КАФ   | Попередній | Срібні голеадори         | 2-0   | 2-1       | 4-1        |
| 1993  | Кубок володарів кубків КАФ   | 1          | Клубе ді Газа            | 1-1   | 2-2       | 3-3 (в.г.) |
| 1993  | Кубок володарів кубків КАФ   | 2          | Аль-Аглі                 | 0-1   | 0-1       | 0-2        |
| 1994  | Кубок африканських чемпіонів | 1          | Мамелоді Сандаунз        | 0-1   | 1-4       | 1-5        |
| 1995  | Кубок КАФ                    | 1          | Кейптаун Спарс           | т.п.2 | т.п.2     | т.п.2      |
| 1995  | Кубок КАФ                    | 2          | Асанте Котоко            | 2-1   | 0-1       | 2-2 (в.г.) |
| 1999  | Кубок володарів кубків КАФ   | Попередній | Марсуін                  | 1-3   | 0-5       | 1-8        |

1- Арсенал (Масеру) покинув турнір.

2- Кейптаун Спарс покинув турнір.